# 목로주점 (영화)
《목로주점》(Gervaise)은 이탈리아에서 제작된 르네 클레망 감독의 1956년 드라마 영화이다. 마리아 쉘 등이 주연으로 출연하였다.

## 개요
클레망이 에밀 졸라의 소설 〈목로주점〉을 그린 것인데 제르베즈를 중심으로 타락하기까지의 그녀의 생활을 냉혹하고도 리얼하게 그린다. 제2제정시대의 파리 빈민가의 풍속 묘사가 훌륭하며, 셸과 페레의 연기도 박진(迫眞)의 호연(好演)이다. 클레망의 숨길로 졸라의 세계는 살아 있는 그림 두루마리로 화하였다. 졸라가 형태화(形態化)한 주독(酒毒)의 인물군(人物群)은 속된 인간으로 되살아나서 주독의 이소(泥沼)에서 꿈틀거린다. <철로의 싸움>으로 출발한 클레망의 다큐멘터리 터치는 여기서 비로소 인간 드라마로 대성공했다.

## 줄거리
1850년대의 파리의 노동자 거리. 제르베즈(셸)는 내연의 남편인 랑체가 두 아이의 아버지임에도 불구하고 가출했으므로 하는 수 없이 혼자서 일을 하며 살림을 꾸려 나가다가, 기와장이 쿠포(프랑수아 페레)와 결혼하고 딸 하나를 낳는다. 쿠포가 큰 부상을 당하게 되자 대장간 주인 구제의 돈을 빚내어 세탁소를 차린다. 술주정뱅이인 쿠포가 자기집 근처로 되돌아와 살고 있는 랑체를 데리고 와서 동거케 한다. 쿠포는 알콜 중독자로서 단정하지도 못하며 제르베즈는 랑체와 다시금 부부의 관계를 되찾는다. 장남은 어머니의 행위를 보다 못해 구제와 같이 여행길을 떠난다. 랑체는 바람둥이 계집인 비르지니와 눈이 맞게 되어 또다시 집을 나가고, 알콜 중독으로 발광한 쿠포는 시민병원에 수용된다. 제르베즈의 세탁소는 비르지니의 과자가게가 되고, 제르베즈는 선술집에서 술에 취해 정신을 잃는다.

## 출연

### 주연
- 마리아 쉘
- 프랑수아 페리어

### 조연
- 제니 홀트

## 기타
- 원작자: 에밀 졸라
- 미술: 폴 베르트랑
- 의상: 마요

## 같이 보기
- 목로주점
- 제29회 아카데미상 외국어영화상 출품작 목록